# De Beers
De Beers é um conglomerado de empresas envolvido na mineração e comércio de diamantes. De Beers está ativa em todas as categorias da indústria de mineração de diamantes: a céu aberto, no subsolo em larga escala de aluvião, no mar profundo ou em encostas. Suas minerações tem lugar em Botswana, Namíbia, África do Sul e Canadá.
A empresa foi fundada por Cecil Rhodes, que foi financiado por Alfred Beit e a Rothschild. Em 1927, Ernest Oppenheimer, um imigrante alemão na Grã-Bretanha, que já havia fundado a gigante da mineração Anglo American plc com o financista americano J. P. Morgan, assumiu a companhia. Ele construiu e consolidou o monopólio global da empresa sobre a indústria de diamantes até a sua aposentadoria. Durante este tempo, ele estava envolvido em uma série de controvérsias, incluindo a fixação de preços, defesa de concorrência e uma alegação de não liberar diamantes industriais para o esforço de guerra dos Estados Unidos durante a Segunda Guerra Mundial.